# Talon (Gargoyles)
Talon, il cui vero nome è Derek Maza, è un personaggio della serie televisiva a cartoni animati Gargoyles - Il risveglio degli eroi realizzata dalla Disney e andata in onda dal 1994 al 1997.
In italiano è doppiato da Corrado Conforti.

## Storia

### Derek
Derek è il minore e l'unico maschio tra i fratelli Maza; come il padre, il nonno e tutti i loro antenati a lui precedenti si arruola nella polizia di New York, in realtà Derek non ha mai voluto davvero divenire un poliziotto, lo ha fatto solo per fare contento il padre e ricevere le sue attenzioni; a differenza della sorella Elisa che fin da bambina sognava di diventare un detective; Derek fu sempre invidioso del rapporto tra suo padre e sua sorella; e sebbene voglia molto bene ad entrambi tutt'oggi apostrofa Elisa come "la cocca di papà"; non senza frustrazione, essendo cresciuto nell'ombra della sorella.
In polizia diverrà un abile pilota di elicotteri.
Una sera, durante un'indagine della sorella, l'aiuterà a inseguire Xanatos in elicottero e si troverà coinvolto nell'attentato alla vita di questi per mano dello Sciacallo e della Iena; una sua manovra riuscirà però a salvare la vita del miliardario e ad allontanare i due; Xanatos, soddisfatto, chiederà a Derek se interessato a divenire il suo pilota personale e la sua guardia del corpo. Il giovane accetterà, con grande disappunto della sorella, la quale sa che Xanatos è un criminale e che vuole il fratello alle sue dipendenze solo per avere lei in pugno, Derek troverà tuttavia appoggio nella madre Beth, la quale è ben conscia del fatto che il figlio non abbia mai voluto veramente abbracciare la carriera di poliziotto.
Dunque Derek, entra alle dipendenze di Xanatos.
In seguito, in un secondo attentato alla vita del suo principale, l'uomo scoprirà l'esistenza dei gargoyles; o meglio gli sarà rivelata dalla sorella (loro amica e confidente); i due si prometteranno di tenersi sempre in contatto e Derek le giurerà di chiamarla qualora succedesse qualcosa, rimanendo comunque un dipendente di Xanatos.
In seguito, Derek accompagnò Xanatos allo stabilimento Gen-U-Tech, qui essi dovevano incontrare il dr.Anton Sevarius, esperto in biotecnologia; al quale era stato commissionato da Xanatos di creare "qualcosa" per contrastare i gargoyles; arrivati li i due scoprono scioccati che Sevarius ha creato dei mostri pseudo-gargoyles mutando geneticamente degli umani; Xanatos "minaccia" di denunciarlo ed allora Sevarius gli spara un dardo che apparentemente contiene del tranquillante; ma Derek per difendere il suo capo devia la traiettoria del dardo prendendolo in pieno; Sevarius allora rivela che il suddetto conteneva in realtè la formula del mutageno utilizzata per create gli pseudo-gargoyles; Xanatos allora "forza" Sevarius a creare una cura mentre progressivamente Derek assume delle caratteristiche animali; l'irruzione dei veri gargoyles tuttavia provoca la "morte" di Sevarius prima che questi possa somministrargli l'antidoto; Derek, pensando di aver perso per sempre ogni possibilità di essere di nuovo umano si infurierà e considererà responsabili Golia e il suo clan; ignorando che tutto ciò era solo una messa in scena di Xanatos e di un'ancora vivo Sevarius, ordita per manipolarlo.
Ora Derek si presenta con l'aspetto di una grossa pantera umanoide su due zampe, muscoloso ed imponente più dello stesso Golia e dotato di una forza fisica decisamente a lui maggiore; la sua testa è identica a quella del felino da cui prende il DNA ed i suoi occhi sono ora sottili, aguzzi, gialli e taglienti; possiede zanne e artigli potentissimi e due larghe ali da pipistrello dall'apertura di più di 5 metri. Inoltre la fusione col DNA di un'anguilla elettrica gli consente di manipolare l'elettricità.

### Talon
Fuggito assieme agli altri mutati ne diventa il leader; attaccherà il clan di Manhattan per vendicarsi e, ripresentandosi come Talon affronterà Golia arrivando quasi a ucciderlo, ma verrà fermato dall'intervento della sorella, la quale capisce la sua vera identità solo guardandolo negli occhi; frustrato, Talon ordina la ritirata ai suoi uomini e fuggirà nuovamente.
Lui e gli altri mutati fuggiranno per molto tempo senza una vera meta e nel frattempo le loro mutazioni procederanno fino a stabilizzarsi, privandoli dei pochi tratti umani rimastigli e lasciandogli solo la parola e la posizione eretta. In questo periodo lui e Maggie Reed, soprannominata la Gatta si innamoreranno l'uno dell'altra ed incominceranno una relazione.
Rivediamo Talon mentre spia la sua famiglia che cena; Elisa se ne accorge e sembra non sapere cosa fare (non può certo dire ai suoi che Derek è diventato un mostro), si confiderà con Golia e da lui scoprirà che i mutati si sono trasferiti al castello Wyvern, in quanto considerano Xanatos la loro unica speranza di tornare umani.
Talon scoprirà poi che Sevarius è sopravvissuto e si arrabbierà con Xanatos per averglielo tenuto nascosto; l'uomo però gli rivelerà che è tutto un piano di Golia, il quale è in combutta col dottore.
Talon e i suoi compagni trovano lo scienziato nei sotterranei della Cyberbiotics assieme a Golia, il quale lo aveva rapito per costringerlo a fabbricare una cura per loro; i mutati però non gli credono e lo aggrediscono; nella battaglia che ne segue interviene Xanatos che rivela di essere il responsabile della loro mutazione e fugge con il dottore; sopravvive una fiala dell'ipotetica "cura" ma Talon decide di no correre il rischio, dato che potrebbe trattarsi di qualunque altra cosa; anche un veleno. Dunque, persuaso il resto del suo clan a non correre il rischio, deciderà di stabilirsi con loro nei sotterranei della città e, da allora, il neonato clan dei Mutati difenderà i senzatetto di Manhattan.
Talon prenderà molto sul serio questa sua nuova vita da "supereroe" e assieme ai compagni aiuterà spesso la sorella e il clan di Golia, ora loro alleati.
In seguito, si mostrerà nuovamente alla famiglia, i quali, seppur sconvolti accetteranno subito il suo nuovo aspetto e la sua nuova vita e saranno ben felici di conoscere la sua fidanzata Maggie, a sua volta mutata.
I rapporti tra loro si rifaranno ottimi e Talon/Derek tornerà spesso a far visita alla sua famiglia sia da solo che con la sua ragazza.
In seguito sederà l'insurrezione del guerrafondaio Fang, che mira a prendere il suo posto e aiuterà il clan a scoprire il piano di Dèmona e Ailog di clonarli in massa; in seguito alla sconfitta dei due, tuttavia, Talon prenderà i cloni sotto la sua ala e li integrerà nel suo clan.
Talon formerà una vera e propria società nel sottosuolo, assieme agli altri mutati, ai cloni ed ai vagabondi che considerano lui e il suo clan come degli eroi e che gli fanno da occhi e orecchie per tutta la città.
Nella terza serie non canonica, cercherà di aiutare i cloni mentre il virus consuma il loro corpo e li tramuta in statue di notte, e per farlo chiederà aiuto al clan di Manhattan; essi si recheranno da Sevarius per curare i cloni ma alla fine si rivelerà tutto uno spreco di tempo poiché il dottore li raggira e fa sì che divengano pietra più in fretta. In seguito alla morte dei cloni, Talon si offrirà di seppellirli in un posto da lui conosciuto nei sotterranei di New York ma Golia lo convincerà a tenerli con loro nel castello Wyvern, nella speranza di trovare un modo per riportarli in vita.
Quando alla fine della serie i gargoyle vengono comunemente accettati dal mondo, anche lui e il suo clan escono alla scoperta come tali.
Nel seguito canonico delle prime due stagioni a fumetti, Talon va all'Eyre Building poco dopo la battaglia tra il clan di Manhattan e il clan dei cloni, e chiede al dott. Sato di andare con lui nel suo covo a curare Maggie Reed, la sua compagna, dopoché il malvagio gargoyle Ailog l'aveva ferita. Infatti lei aspetta un figlio da Talon e quello che le ha fatto Ailog potrebbe portare gravi conseguenze al nascituro. E quindi il dott. Sato fa una visita a Maggie e fortunatamente, grazie alle sue abilità di medico e chirurgo, riesce a curarla e riferisce a lei e a Talon che il figlio che stanno aspettando non correra più alcun rischio, con loro conseguente gioia.

## Poteri e abilità
Come i veri gargoyles, Talon dispone di forza, resistenza e agilità sovrumane, è in grado di sfondare una porta di metallo a spallate, abbattere un muro di pietra a pugni, perforare l'acciaio con gli artigli. Può pareggiare la velocità di un felino in un percorso rettilineo e per abbatterlo ci vogliono come minimo quattro uomini armati. È estremamente resistente ai sedativi ed al dolore ed è capace di affrontare anche più avversari alla volta con una destrezza incredibile.
Per ovviare allo svantaggio della pietrificazione diurna, momento in cui i gargoyles si trovano in uno stato simile al sonno per un umano, caratteristica che permette alla specie di riprendersi da ferite e stordimenti nonché di fare a meno dell'immenso approccio calorico necessario per il loro sostentamento (all'incirca tre mucche al giorno secondo Sevarius), i mutati creati dal genetista sono stati forniti di un filo di DNA d'anguilla, che gli permette di ricaricarsi costantemente d'energia. Ciò fa sì che per vivere non hanno bisogno né di mangiare né di bere.
Grazie a questa caratteristica, Talon può inoltre manipolare l'elettricità in tutte le sue forme, da raggi d'energia a scariche elettriche.
Talon possiede due grandi ali simili a quelle dei pipistrelli, la cui apertura è perfino maggiore a quella di un'aquila reale; esse a differenza di quelle dei veri gargoyles gli permettono realmente di volare, e non soltanto di planare.
Quando era umano, Talon ha avuto inoltre un addestramento da poliziotto.
Di notte, come ogni felino, i suoi occhi divengono fosforescenti.